# Élection présidentielle américaine de 2012 en Indiana
 (septembre 2023).
L'élection présidentielle américaine de 2012 en Indiana a lieu le 6 novembre 2012 comme dans les 49 États qui composent les États-Unis ainsi que le district de Columbia. Les électeurs indianiens choisissent des grands électeurs pour les représenter dans le collège électoral à travers un vote populaire. L'Indiana dispose en 2012 de 11 grands électeurs. L'État donne l'ensemble de ses grands électeurs au candidat du Parti républicain, l'ancien gouverneur du Massachusetts Mitt Romney. 
Le candidat vainqueur de ce scrutin dans tout le pays sera néanmoins le président sortant Obama, qui débutera un second mandat à la présidence des États-Unis le 20 janvier 2013. 
L'Indiana est, avec la Caroline du Nord l'un des deux seuls États ayant basculé du candidat démocrate vers le candidat républicain entre les élections présidentielles de 2008 et 2012. 